# كنيسة قاعة الطعام (كييف بيشيرسك لافرا)
كنيسة قاعة الطعام (بالأوكرانية: Трапезна церква, Trapezna tserkva)‏، (بالروسية: Трапезная церковь, Trapeznaya tserkov)‏: هي قاعة طعام وكنيسة مجاورة للقديس أنتوني وثيودوسيوس في دير كهف القرون الوسطى في كييف بيشيرسك لافرا في كييف، عاصمة أوكرانيا . في قاعة الطعام، تناول رهبان لافرا وجباتهم. تم تشييد المبنى في 1893-1895 في الوقت؛ الذي كان يعيش فيه أكثر من ألف راهب داخل الدير.
تُجسد قبة الكنيسة المتينة بعض مظاهر بيزنطية القديمة. تم تصميم الديكور الداخلي للمبنى بواسطة أليكسي شيوسيف. الأيقونات الرخامية على الطراز الروسي الجديد. تحتوي اللوحات الموجودة في قاعة الطعام والكنيسة- والتي رُسمت في بداية القرن العشرين بواسطة إيفان ييزاكيفيتش، وج. بوبوف وآخرين- على تأثير حداثي. توجد في الجزء الخلفي من قاعة الطعام منطقة عرض؛ توفر للزوار رؤية بانورامية للكهوف القريبة والبعيدة ونهر دنيبر والضفة اليسرى للمدينة.
في 1911، عقب اغتيال بيوتر ستوليبين، أقيمت مراسم جنازة السياسي الروسي في كنيسة قاعة الطعام، ويقع قبره في لافرا.
50°26′05″N 30°33′29″E / 50.4348°N 30.5581°E